# Cappeln (Oldenburg)
Cappeln település Németországban, azon belül Alsó-Szászország tartományban. Lakosainak száma 7461 fő (2023. december 31.). Cappeln Essen, Lastrup, Emstek, Vechta, Darrel, Calhorn, Nordholte és Bakum községekkel határos.

## Népesség
A település népességének változása:
| Lakosok száma | 6620 | 6561 | 6816 | 6815 | 7104 | 7358 | 7535 | 7461 |
|               | 2010 | 2014 | 2016 | 2017 | 2019 | 2021 | 2022 | 2023 |